# Borat: Učenje ameriška kultura za krasna narod Kazahstanski
Borat: učenje ameriška kultura za krasna narod Kazahstanski (angleško Borat: Cultural Learnings of America for Make Benefit Glorious Nation of Kazakhstan, krajše Borat) je film, ki govori o izmišljenem novinarju iz Kazahstana po imenu Borat Sagdijev, ki so ga poslali v Združene države Amerike, da posname dokumentarec o tamkajšnji kulturi.
Film je bil v Sloveniji prvič prikazan 2. novembra 2006. Glavni igralec in tudi eden izmed scenaristov je Sacha Baron Cohen, ki je bolj znan v vlogi svojega prejšnjega filma Ali G Indahouse kot Ali G.